# Christophe Nuttall
Christophe Nuttall, né le 1er novembre 1961 à Saint-Brieuc, est une personnalité du monde environnemental international. Il occupe aujourd'hui le poste de directeur exécutif du R20.

## Biographie
Christophe Nuttall a fait ses études à Lyon puis Rouen, en France. En 1986, il obtient son master en environnement à l'université de Rouen, puis un doctorat en géographie du développement au sein de la même université en 1989,. Il présente une thèse sur la moyenne vallée du fleuve Sénegal. Après avoir travaillé sur le terrain au Sénégal (Matam) durant trois ans (1987–1990), il accède à la fonction d'ingénieur conseil au Centre national d'études spatiales à Toulouse, puis conseiller scientifique auprès de l’Observatoire du Sahel et du Sahara à Paris au sein du ministère des Affaires étrangères français. En parallèle, il fait ses premiers pas dans le milieu politique régional, et est élu conseiller municipal de la sous-préfecture de Gex en France.

En 1993, il rejoint l'Institut des Nations unies pour la formation et la recherche (UNITAR), où il établit un réseau mondial de Centre de formation des autorités locales (CIFAL) afin d'améliorer le partenariat entre collectivités territoriales et les Nations unies.

En 2005, il accède au poste de directeur pour les partenariats innovants au sein du Programme des Nations unies pour le développement (PNUD). Il introduit alors le concept d'”approche territoriale du développement, qui reste actuellement l'une des méthodes utilisées par le PNUD pour lutter contre le changement climatique au niveau infra-étatique.
C’est dans ce cadre, qu’à la conférence des Nations unies sur le changement climatique à Copenhague, que Christophe Nuttall, avec le gouverneur Schwarzenegger et plusieurs présidents de régions des quatre continents, crée le concept de R20 qu’il dirige depuis janvier 2012, à la demande de Schwarzenegger ainsi qu'avec l’assentiment du Secrétaire Général Ban Ki-moon. Sa conviction selon laquelle les régions sont les moteurs principaux d'un développement environnemental - qui apparaît tout au long de sa carrière par les différentes initiatives prises au sein de l'UNITAR et du PNUD - se voit alors affirmée, le R20 œuvrant en effet pour lutter contre le changement climatique grâce à l'action des régions. Il a depuis lors été nommé parmi les 100 leaders Romands.

## Distinctions
- 2024 : Chevalier de la Légion d'honneur[10]